# (4862) Loke
(4862) Loke es un asteroide perteneciente al cinturón de asteroides, descubierto el 30 de septiembre de 1987 por Poul Jensen desde el Observatorio Brorfelde, Holbæk, Dinamarca.

## Designación y nombre
Designado provisionalmente como 1987 SJ5. Fue nombrado Loke en homenaje al dios de la mitología nórdica Loki símbolo de la falsedad e intriga - al mismo tiempo que enemigo y astuto ayudante de los dioses, causó la muerte de Balder, y es el padre de Fenrir, Hela y Jörmundgander la serpiente de Midgard.

## Características orbitales
Loke está situado a una distancia media del Sol de 2,915 ua, pudiendo alejarse hasta 3,608 ua y acercarse hasta 2,223 ua. Su excentricidad es 0,237 y la inclinación orbital 8,649 grados. Emplea 1818 días en completar una órbita alrededor del Sol.

## Características físicas
La magnitud absoluta de Loke es 12,9. Tiene 6,61 km de diámetro y su albedo se estima en 0,336.